# Jiří Tožička
Jiří Tožička, češki hokejist, * 14. november 1901, Praga, Češka, † 15. maj 1981, Praga.
Tožička je igral za klub Slavija Praga v češkoslovaški ligi, za češkoslovaško reprezentanco pa je nastopil na dveh olimpijskih igrah, več svetovnih prvenstvih, kjer je bil dobitnik ene bronaste medalje, in več evropskih prvenstvih, kjer je bil dobitnik ene zlate medalje. Za reprezentanco je nastopil na 51-ih tekmah, dosegel pa šestnajst golov. Po končani karieri je deloval kot hokejski trener, med letoma 1951 in 1952 je bil tudi selektor češkoslovaške reprezentance. 